# Kathedrale von Toulon

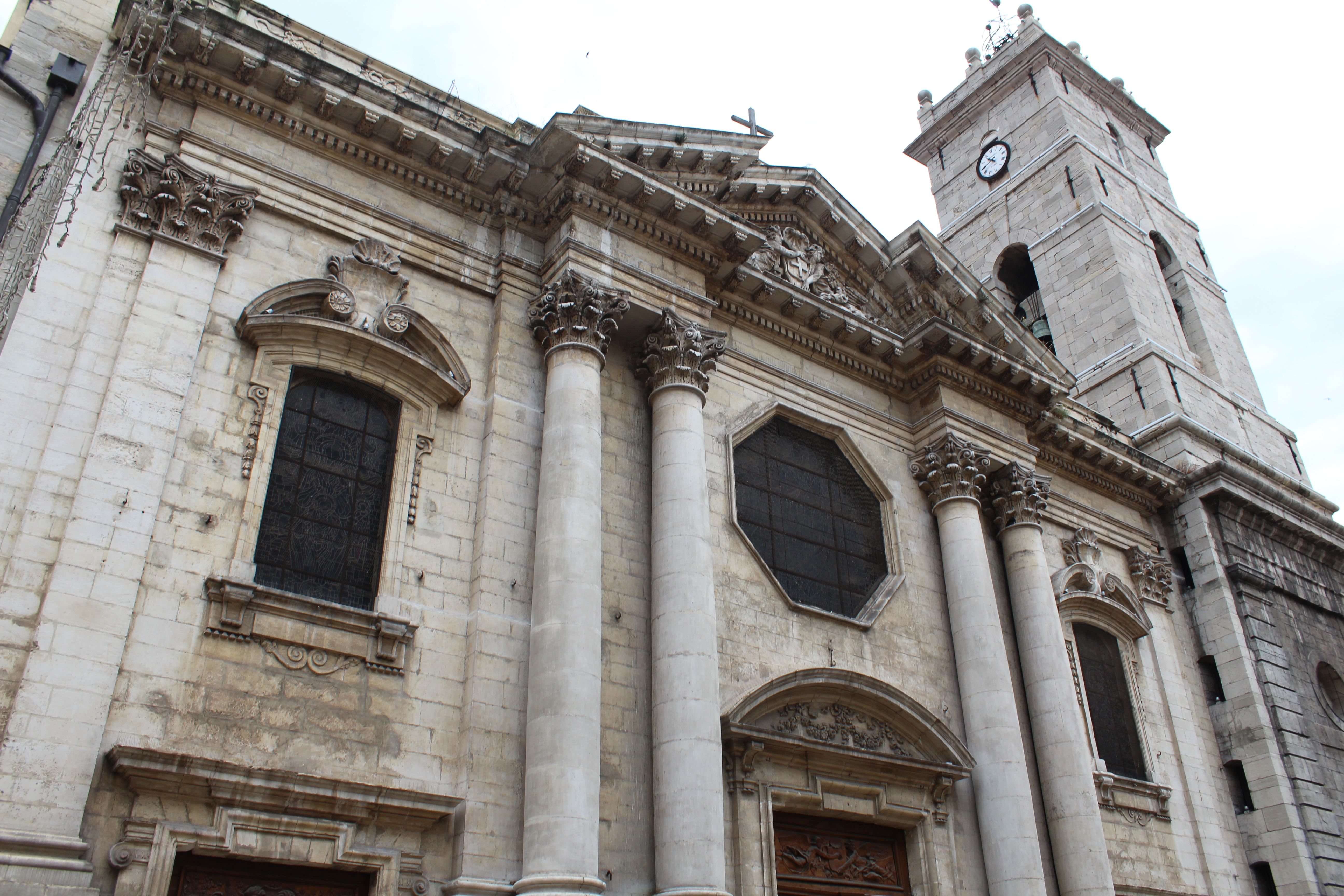
Kathedrale von Süden

Die römisch-katholische Kathedrale Sainte-Marie-de-la-Seds (auch: Notre-Dame-de-la-Seds,  Notre-Dame-de-la-Sède, Sainte-Marie-de-Sed oder Sainte-Marie-Majeure) liegt im historischen Zentrum der südfranzösischen Stadt Toulon im Département Var. Sie ist seit 1997 als Monument historique eingestuft. Der Name Seds/Sed/Sède (von lateinisch: sedis/sedem = „Sitz“) bedeutet „Bischofssitz“.
Die Kirche war bis 1801 Sitz des Bischofs von Toulon. Von 1801 bis 1814 gehörte sie zum Erzbistum Aix, von 1814 bis 1957 zum Bistum Fréjus und ist seither Haupt-Kathedrale des Bistums Fréjus-Toulon. Die Verlegung des Bischofssitzes nach Toulon besorgte Bischof Auguste Gaudel. Die Kathedrale von Fréjus ist seither Konkathedrale.

## Geschichte
Graf Gilbert von Gévaudan kam 1096 heil von Palästina zurück und baute zum Dank in Toulon für den Bischof eine neue romanische Kathedrale. Als diese zu klein wurde, erfolgte 1654 die Vergrößerung durch Einbeziehung der alten geosteten Kirche als Eingangsbereich für die neue nunmehr genordete Kathedrale. Die heutige Fassade (24 m lang, 19 m hoch) wurde 1696 vorgebaut. Der jetzige Glockenturm (36 m hoch) stammt von 1740 und trägt einen schmiedeeisernen Glockenkäfig. Der Kirchenbau ist an drei Seiten vollständig in die städtische Baumasse eingefügt.

## Inneres

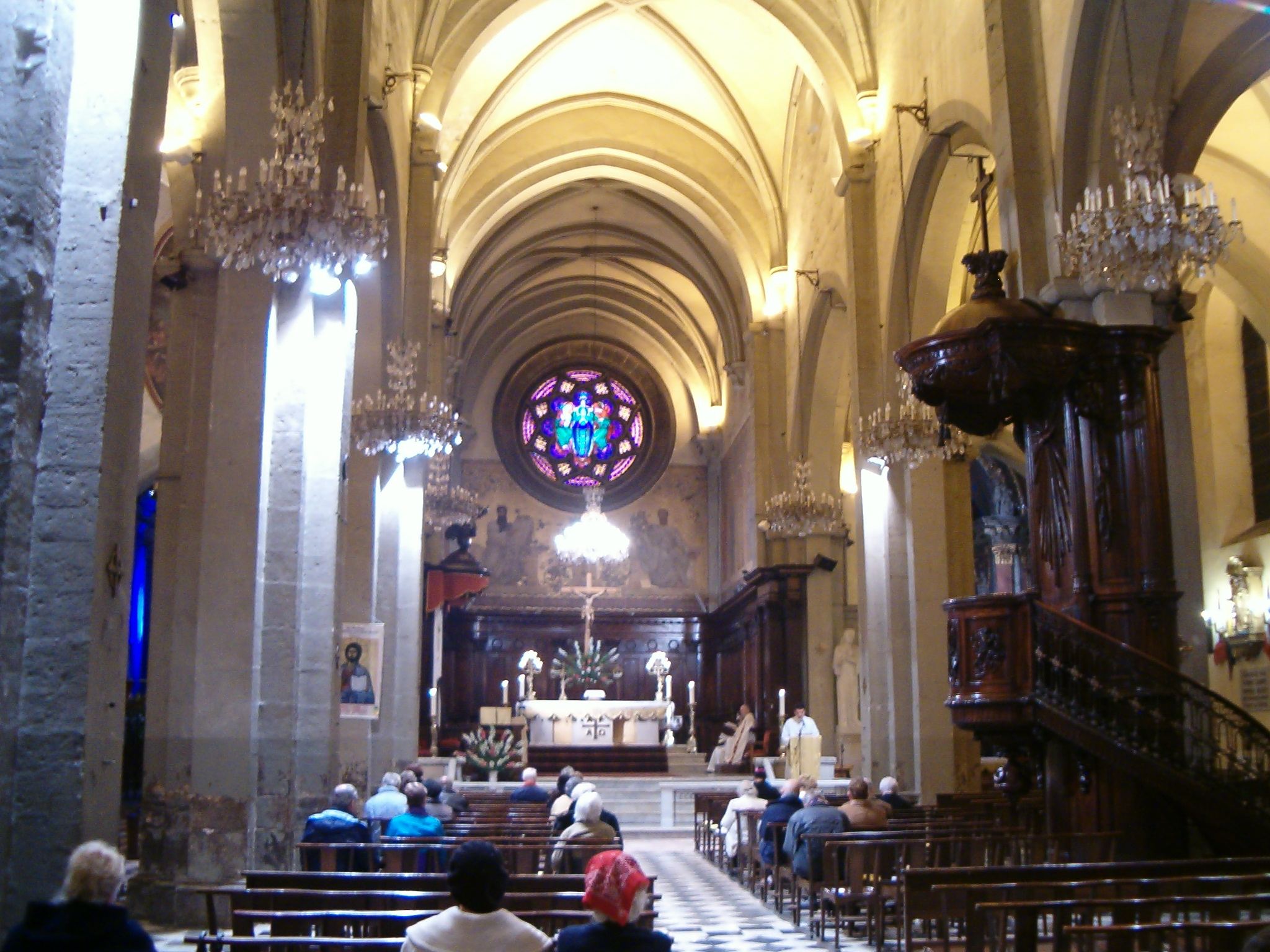
Kirchenschiff mit Hauptaltar

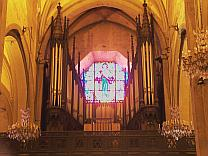
Blick auf die Orgel

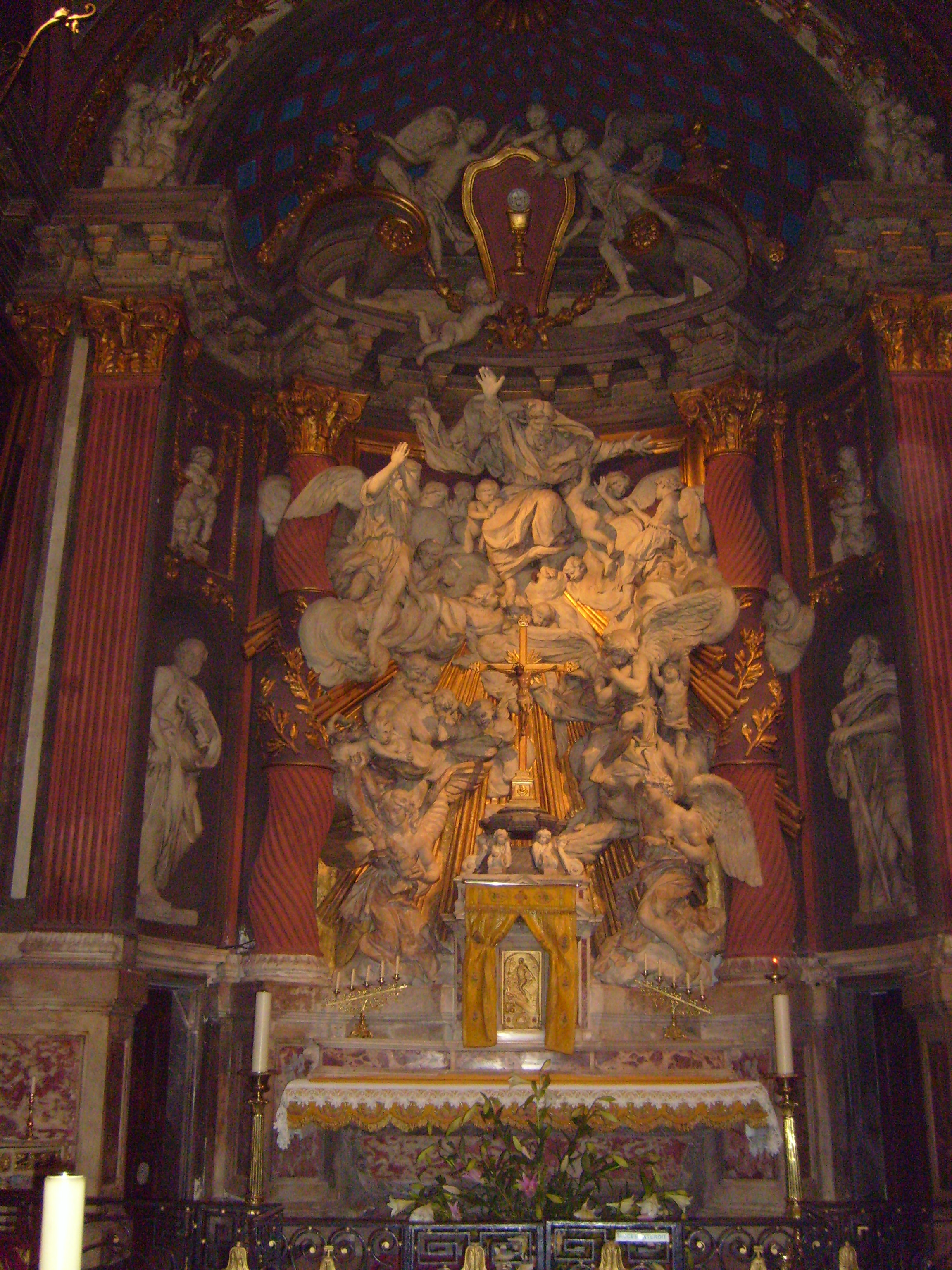
Altar der Kapelle Corpus Domini (restauriert nach Pierre Puget)

Der dreischiffige Kirchenraum (mit dem Hauptaltarraum) wird von 10 Kapellen umkränzt, vier westlichen, zwei nördlichen (zu beiden Seiten des Altarraums) und vier östlichen.
- Von links angefangen kommt zuerst die Heiligenkreuzkapelle mit dem Wappen von Guillaume le Blanc, Bischof von 1571 bis 1588, dann die frühere Mauruskapelle, die seit 1868 als Sakristei dient. Das Gemälde von 1765 stellt Karl Borromäus dar.

- Die nächste Kapelle ist dem heiligen Cyprian, Bischof von Toulon im 6. Jahrhundert, Schüler und Freund von Caesarius von Arles, gewidmet. Ein Gemälde aus dem 18. Jahrhundert stellt Markus, Honoratus von Arles und Karl Borromäus dar.

- Eine weitere Kapelle ist jene der Erzbruderschaft (französisch: archiconfrérie) mit einem Gemälde von Pierre Mignard, das die Aufnahme der Jungfrau Maria im Paradies (durch ihren Sohn) darstellt. Daneben findet sich eine Darstellung der Vision Konstantins.

- Die nördliche Marienkapelle links vom Altarraum steht mit ihrer Marienfigur unter Denkmalschutz. Sie ist reich mit Gemälden ausgestattet: Die Jungfrau Maria auf dem Berg Karmel (1644), Maria auf dem Betstuhl von Pierre Puget (1650). Vorne links und rechts Die Anbetung des Allerheiligsten von Pierre-Jacques Volaire (1745) und Mariens Heimsuchung und Aufnahme in den Himmel (19. Jahrhundert), ferner die vier Evangelisten durch Bony (1878).

- Die Vertäfelung des Altarraums stammt von Bernard Sénéquier (1784–1868). Darüber befinden sich Fresken von Ludovic Bonifay (Moses und Elias sowie die 12 Apostel, 1864) und Wandmalereien von Henri Calmette.

- Die rechts vom Hauptaltar von Pierre Puget gearbeitete Kapelle Corpus Domini wurde zwar 1681 durch Feuer zerstört, und ein Jahr später von einem Schüler Pugets, Christophe Veyrier (1637–1689), restauriert. Sie hat einen Altaraufbau in Marmor und Stuck. Die Gemälde Melchisedech segnet Abraham und Triumph der Eucharistie stammen von 1718.

- Nach Osten gerichtet schließt sich die Kapelle des Unbefleckten Herzens Mariä und der heiligen Anna an. Das Gemälde Felix von Cantalice ist von Pierre Puget (1650) und Rast der heiligen Familie in Ägypten von Paulin Guérin (1828).

- In der Kapelle Sankt Michaels und des Fegefeuers hängt ein Michaelsbild von Victor de Clinchamp (1787–1880). Die Josefskapelle fällt durch schöne Täfelung auf. Die letzte Kapelle birgt das Baptisterium in reiner Romanik.[2]

## Ausstattung
Die Kanzel wurde von Bernard Sénéquier entworfen und von Louis Hubac (1776–1830) gefertigt. Das Medaillon stellt Augustinus dar.

## Orgel
Die heutige Emporenorgel wurde 1851 von dem Orgelbauer Frédéric Jungk aus Toulouse mit drei Manualen und Pedal sowie 41 Registern gebaut. Es war die größte von Jungk gebaute Orgel und ist seine einzige große Orgel, die noch bespielt wird. Sie wurde 1965 restauriert. Das Orgelgehäuse erlaubt durch eine geschickte Tiefenstaffelung einen freien Blick auf die 1859 angebrachte Fensterrose.